# Japeri (kommun)
Japeri är en kommun i Brasilien.   Den ligger i delstaten Rio de Janeiro, i den sydöstra delen av landet, 900 km sydost om huvudstaden Brasília. Antalet invånare är 95 391.
Följande samhällen finns i Japeri:
- Japeri

Runt Japeri är det i huvudsak tätbebyggt. Runt Japeri är det mycket tätbefolkat, med 1 754 invånare per kvadratkilometer.